# Vouillé (Vienne)
Pour les articles homonymes, voir Vouillé.
Vouillé est une commune française située dans le département de la Vienne en région Nouvelle-Aquitaine.
Son nom est associé à la bataille qui a eu lieu en 507, quelques décennies après la fin de l'Empire romain d'Occident (476), entre l'armée du roi franc Clovis et celle du roi wisigoth Alaric II, bataille qui a permis à Clovis de chasser les Wisigoths de Gaule.
Depuis 2017, Vouillé fait partie de la communauté de communes du Haut-Poitou dont le siège se trouve à Neuville-de-Poitou, à 9 km au nord.

## Géographie
Historiquement centré sur la vallée de l'Auxances où se trouve le cœur du bourg joliment aménagé[réf. nécessaire], le village de Vouillé s'étend désormais de toutes parts dans une urbanisation aérée[pas clair].

### Localisation
La commune est située à une quinzaine de kilomètres au nord-ouest de Poitiers, de l'Auxance au sud à la route de Poitiers à Parthenay au nord[pas clair].

### Communes limitrophes
| Frozes             | Villiers         | Yversay Cissé |
| Chiré-en-Montreuil | Vouillé          | Quinçay       |
|                    | Boivre-la-Vallée | Béruges       |

### Géologie
Le terroir se compose :
- de groies pour 25 % sur les plaines. Les groies sont des terres du Sud-Ouest de la France, argilo-calcaires, peu profondes  - en général de moins de 50 cm d’épaisseur – et plus ou moins riches en cailloux. Elles sont fertiles et saines et donc propices à la polyculture céréalière mais elles s'assèchent vite ;
- d'argile à silex peu profonde et de bornais (ce sont des sols brun clair sur limons, profonds et humides, à tendance siliceuse) pour respectivement 28 % et 37 % situés sur les plateaux du seuil du Poitou ;
- de 6 % de calcaire qui se trouve dans les vallées alluviales ;
- de 4 % pour l'agglomération.

### Occupation des sols
La région de Vouillé présente un paysage complexe composé de bocages, de plaines de champs ouverts et de vallées.
Le paysage de bocage dans le département de la Vienne se caractérise par des champs cultivés ou des prés enclos par des haies avec des alignements plus ou moins continus d'arbres et arbustes. Ces haies si caractéristiques contribuent à une meilleure qualité des eaux, permettent son infiltration et protègent ainsi contre l'érosion des sols. Elles constituent des zones de refuge pour la biodiversité. Elles ont, aussi, un rôle de régulation climatique et de nombreux intérêts agronomiques (brise vent, protection du bétail...).
En 2006, 71 % de la superficie de la commune était occupée par l'agriculture, 22 % par des forêts et des milieux semi-naturels et 8 % par des zones construites et aménagées par l'homme (voirie). La présence de milieux naturels et semi-naturels riches et diversifiés sur le territoire communal permet d’offrir des conditions favorables à l'accueil de nombreuses espèces pour l'accomplissement de leur cycle vital (reproduction, alimentation, déplacement, refuge). Forêts, landes, prairies et pelouses, cours d'eau et zones humides … constituent ainsi des cœurs de biodiversité et/ou de véritables corridors biologiques.
La forêt privée représente, en 2007, 119 hectares soit 4 % du territoire communal. Les espaces boisés sur le territoire communal contribuent à assurer des fonctions de production (bois d'œuvre mais aussi bois énergie), de protection (espèces, qualité des eaux) et sociales (accueil du public). Les forêts les plus anciennes ou implantées dans des conditions écologiques particulières (pentes, bords de cours d'eau, etc.) abritent en général la biodiversité la plus forte. Mais, au cours de l'histoire, pour répondre aux besoins d'une population rurale importante, la forêt poitevine a été intensément défrichée et surexploitée jusqu'à la révolution industrielle. Environ la moitié des forêts actuelles du Poitou n'existait pas il y a 200 ans.

### Hydrographie et problèmes de la ressource en eau
La commune est arrosée par l'Auxances sur une longueur de 8 km.
La commune se situe dans une zone de répartition des eaux où l'on observe une insuffisance chronique des ressources en eau par rapport aux besoins.
Par ailleurs, elle est concernée par le classement en zones sensibles, où une élimination plus poussée des paramètres azote et/ou phosphore présents dans les eaux usées est nécessaire pour lutter contre les phénomènes d’eutrophisation.

### Climat
Le climat qui caractérise la commune est qualifié, en 2010, de « climat océanique altéré », selon la typologie des climats de la France qui compte alors huit grands types de climats en métropole. En 2020, la commune ressort du même type de climat dans la classification établie par Météo-France, qui ne compte désormais, en première approche, que cinq grands types de climats en métropole. Il s’agit d’une zone de transition entre le climat océanique, le climat de montagne et le climat semi-continental. Les écarts de température entre hiver et été augmentent avec l'éloignement de la mer. La pluviométrie est plus faible qu'en bord de mer, sauf aux abords des reliefs.
Les paramètres climatiques qui ont permis d’établir la typologie de 2010 comportent six variables pour les températures et huit pour les précipitations, dont les valeurs correspondent à la normale 1971-2000. Les sept principales variables caractérisant la commune sont présentées dans l'encadré ci-après.
| Paramètres climatiques communaux sur la période 1971-2000 - Moyenne annuelle de température : 11,7 °C - Nombre de jours avec une température inférieure à −5 °C : 2,4 j - Nombre de jours avec une température supérieure à 30 °C : 6,2 j - Amplitude thermique annuelle : 15 °C - Cumuls annuels de précipitation : 730 mm - Nombre de jours de précipitation en janvier : 11,1 j - Nombre de jours de précipitation en juillet : 7 j |

Avec le changement climatique, ces variables ont évolué. Une étude réalisée en 2014 par la Direction générale de l'Énergie et du Climat complétée par des études régionales prévoit en effet que la température moyenne devrait croître et la pluviométrie moyenne baisser, avec toutefois de fortes variations régionales. La station météorologique de Météo-France installée sur la commune et en service de 1990 à 2015 permet de connaître l'évolution des indicateurs météorologiques. Le tableau détaillé pour la période 1981-2010 est présenté ci-après.
| Mois                                  | jan.           | fév.           | mars           | avril         | mai           | juin          | jui.          | août          | sep.          | oct.          | nov.          | déc.           | année      |
| ------------------------------------- | -------------- | -------------- | -------------- | ------------- | ------------- | ------------- | ------------- | ------------- | ------------- | ------------- | ------------- | -------------- | ---------- |
| Température minimale moyenne (°C)     | 2              | 1,7            | 3,4            | 5,1           | 8,7           | 11,5          | 13,1          | 13,2          | 10,2          | 8,2           | 4,4           | 2,1            | 7          |
| Température moyenne (°C)              | 5,2            | 5,9            | 8,9            | 11,1          | 15            | 18,2          | 20,1          | 20,2          | 16,7          | 13,1          | 8,2           | 5,1            | 12,3       |
| Température maximale moyenne (°C)     | 8,4            | 10,1           | 14,3           | 17,1          | 21,3          | 25            | 27            | 27,2          | 23,1          | 18,1          | 11,9          | 8,1            | 17,7       |
| Record de froid (°C) date du record   | −13,9 07.01.09 | −15,5 12.02.12 | −12,1 01.03.05 | −4,2 04.04.96 | −0,6 14.05.10 | 3,6 01.06.06  | 6 12.07.00    | 4,2 29.08.98  | 0,2 25.09.02  | −5,1 30.10.97 | −9,5 23.11.93 | −11,1 31.12.96 | −15,5 2012 |
| Record de chaleur (°C) date du record | 17 05.01.99    | 23,6 20.02.98  | 26,6 23.03.96  | 30 30.04.05   | 34,9 27.05.05 | 38,3 22.06.03 | 39,5 18.07.06 | 42,6 06.08.03 | 34,8 03.09.05 | 31,1 02.10.11 | 22,9 01.11.14 | 18,2 07.12.00  | 42,6 2003  |
| Précipitations (mm)                   | 60,7           | 41,6           | 40,3           | 47,1          | 47,9          | 47,8          | 51,5          | 41,1          | 54            | 69,6          | 78,8          | 69,4           | 649,8      |

## Urbanisme

### Typologie
Au 1er janvier 2024, Vouillé est catégorisée bourg rural, selon la nouvelle grille communale de densité à sept niveaux définie par l'Insee en 2022.
Elle appartient à l'unité urbaine de Vouillé, une unité urbaine monocommunale constituant une ville isolée,. Par ailleurs la commune fait partie de l'aire d'attraction de Poitiers, dont elle est une commune de la couronne,. Cette aire, qui regroupe 97 communes, est catégorisée dans les aires de 200 000 à moins de 700 000 habitants,.

### Occupation des sols
L'occupation des sols de la commune, telle qu'elle ressort de la base de données européenne d’occupation biophysique des sols Corine Land Cover (CLC), est marquée par l'importance des territoires agricoles (69,2 % en 2018), en diminution par rapport à 1990 (71,1 %). La répartition détaillée en 2018 est la suivante :
terres arables (64,9 %), forêts (16,3 %), zones urbanisées (9,3 %), milieux à végétation arbustive et/ou herbacée (5,2 %), prairies (3,2 %), zones agricoles hétérogènes (1,1 %). L'évolution de l’occupation des sols de la commune et de ses infrastructures peut être observée sur les différentes représentations cartographiques du territoire : la carte de Cassini (XVIIIe siècle), la carte d'état-major (1820-1866) et les cartes ou photos aériennes de l'IGN pour la période actuelle (1950 à aujourd'hui).

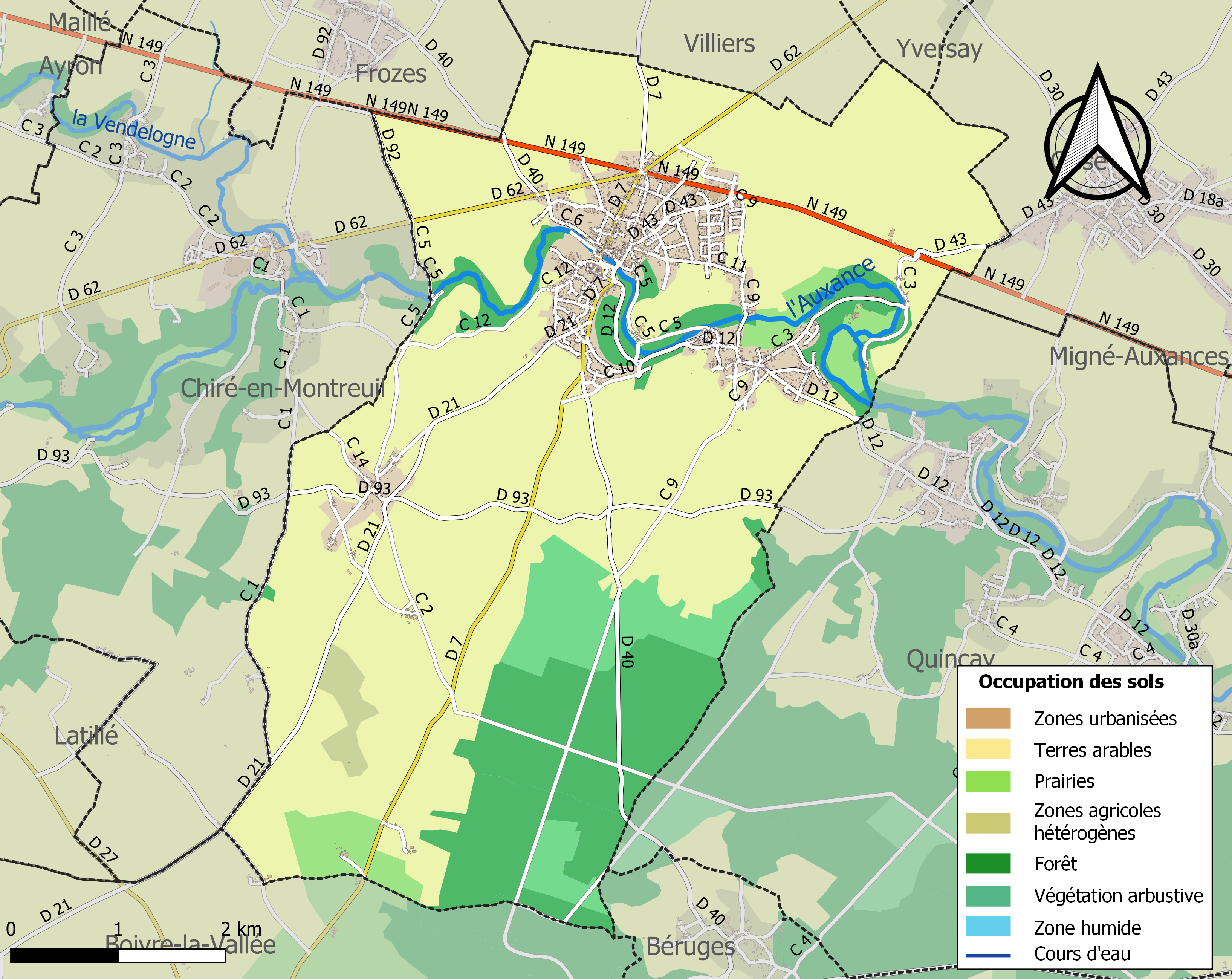
Carte des infrastructures et de l'occupation des sols de la commune en 2018 (CLC).

### Risques majeurs
Le territoire de la commune de Vouillé est vulnérable à différents aléas naturels : météorologiques (tempête, orage, neige, grand froid, canicule ou sécheresse), inondations, feux de forêts, mouvements de terrains et séisme (sismicité modérée). Il est également exposé à un risque technologique, le transport de matières dangereuses. Un site publié par le BRGM permet d'évaluer simplement et rapidement les risques d'un bien localisé soit par son adresse soit par le numéro de sa parcelle.

#### Risques naturels
Certaines parties du territoire communal sont susceptibles d’être affectées par le risque d’inondation par débordement de cours d'eau, notamment l'Auxance. La commune a été reconnue en état de catastrophe naturelle au titre des dommages causés par les inondations et coulées de boue survenues en 1982, 1983, 1993, 1995, 1999, 2010 et 2013,.
Vouillé est exposée au risque de feu de forêt. En 2014, le deuxième plan départemental de protection des forêts contre les incendies (PDPFCI) a été adopté pour la période 2015-2024. Les obligations légales de débroussaillement dans le département sont définies dans un arrêté préfectoral du 29 mai 2015,, celles relatives à l'emploi du feu et au brûlage des déchets verts le sont dans un arrêté permanent du 24 mai 2015,.

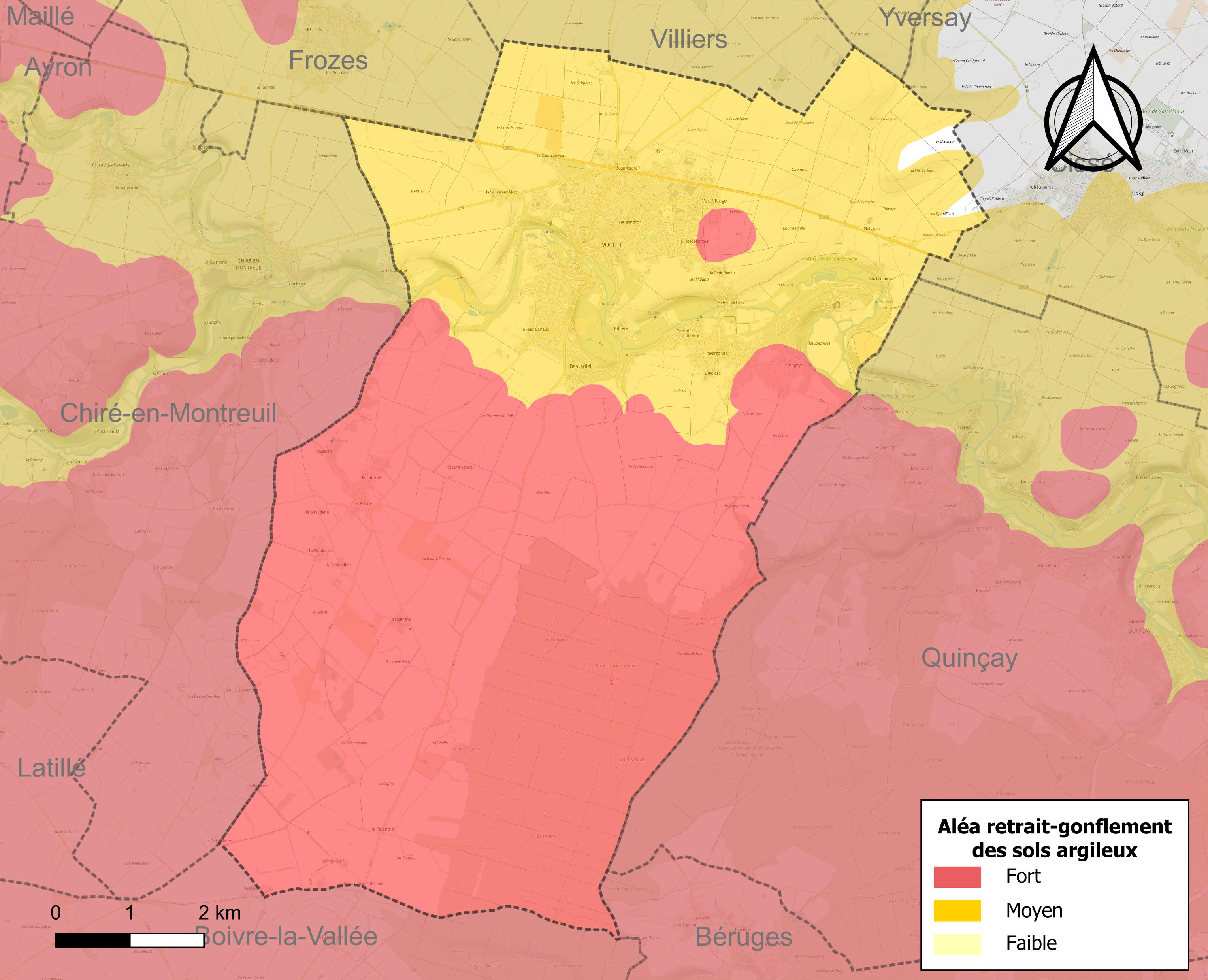
Carte des zones d'aléa retrait-gonflement des sols argileux de Vouillé.

Les mouvements de terrains susceptibles de se produire sur la commune sont des affaissements et effondrements liés aux cavités souterraines (hors mines) et des tassements différentiels. Afin de mieux appréhender le risque d’affaissement de terrain, un inventaire national permet de localiser les éventuelles cavités souterraines sur la commune. Le retrait-gonflement des sols argileux est susceptible d'engendrer des dommages importants aux bâtiments en cas d’alternance de périodes de sécheresse et de pluie. 99,5 % de la superficie communale est en aléa moyen ou fort (79,5 % au niveau départemental et 48,5 % au niveau national). Depuis le 1er octobre 2020, en application de la loi ÉLAN, différentes contraintes s'imposent aux vendeurs, maîtres d'ouvrages ou constructeurs de biens situés dans une zone classée en aléa moyen ou fort,.
La commune a été reconnue en état de catastrophe naturelle au titre des dommages causés par la sécheresse en 2003 et 2011 et par des mouvements de terrain en 1999 et 2010.

## Toponymie
Deux hypothèses existent sur l'origine du nom de la commune, qui vient
- soit du gaulois vo-cladum qui signifie « les deux fossés »,
- soit du gentilice gallo-romain Vitellius, de l'empereur romain du même nom[32].

Elle est souvent appelée[réf. nécessaire] Vouillé-la-Bataille en souvenir de la bataille de 507.

## Histoire

### La bataille de Vouillé entre Francs et Wisigoths (507)
Dans l'Empire romain d'Occident, les Wisigoths, qui ont mis Rome à sac en 410, s'installent ensuite dans la région de Narbonne et de Toulouse. En 418, sous la pression des troupes romaines du général Flavius Constance, ils concluent un accord de fédération avec les autorités romaines de Ravenne, instituant le royaume de Toulouse, qui prend le contrôle de l'Aquitaine de la Garonne à la Loire.
Après la fin de l'Empire d'Occident (476), les rois wisigoths (Alaric II à partir de 484) sont confrontés à l'avancée des Francs saliens (aussi anciens fédérés) du roi Clovis, qui s'empare du royaume de Soissons en 486, atteignant lui aussi la Loire.
Le conflit entre Wisigoths et Francs a une dimension religieuse, les Wisigoths étant chrétiens ariens, hérétiques aux yeux des papes, tandis que les Francs, polythéistes, se convertissent au christianisme romain en 496 (baptême de Clovis).
Clovis et Alaric II se rencontrent[pas clair] à trois reprises, en 494, en 498 et en 507.
En 507, l'armée des Francs remporte une victoire décisive lors de la bataille de Vouillé : les Wisigoths sont contraints d'abandonner l'Aquitaine, puis la Narbonnaise et de se replier sur leurs possessions d'Hispanie, où ils instaurent le royaume de Tolède.

### Les arbres de la liberté (Deuxième et Troisième Républiques)
En 1848, après la révolution de février 1848 et le retour de la République, un arbre de la liberté est planté : il s'agit d'une peuplier d'Italie qui va survivre jusqu’à ce qu’une tempête l'arrache en 1962.
Deux autres arbres de la liberté sont plantés sous la Troisième République :
- pour le centenaire de la Révolution (1889), un peuplier est planté sur la place ;
- pour le centenaire de la première République (1892), un orme[34].

## Politique et administration

### Liste des maires
| Période                                  | Période       | Identité                     | Étiquette | Qualité                                                 |
| ---------------------------------------- | ------------- | ---------------------------- | --------- | ------------------------------------------------------- |
| Maire en 1880                            | ?             | Paul-Octave Besnard-Dutemple |           | Notaire, suppléant du juge de paix du canton de Vouillé |
| Les données manquantes sont à compléter. |               |                              |           |                                                         |
| mai 1887                                 | mai 1896      | Théophile Vallaud            |           |                                                         |
| mai 1896                                 | décembre 1944 | Gabriel Guitton              |           |                                                         |
| décembre 1944                            | octobre 1947  | Julien Surault               |           |                                                         |
| novembre 1947                            | octobre 1953  | Eugène Chasseboeuf           |           |                                                         |
| octobre 1953                             | 1960          | André Marmain                |           |                                                         |
| février 1961                             | décembre 1978 | Gilbert Motheau              | DVD       | Négociant, éleveur                                      |
| 1979                                     | janvier 1987  | Aimé Fossier                 |           |                                                         |
| janvier 1987                             | mars 2008     | Roland Allerit               |           |                                                         |
| mars 2008                                | mars 2014     | Alain Jordan                 | SE        | Retraité                                                |
| mars 2014                                | En cours      | Éric Martin                  | SE        | Fonctionnaire                                           |
| Les données manquantes sont à compléter. |               |                              |           |                                                         |

### Instances judiciaires et administratives
La commune relève du tribunal judiciaire de Poitiers, de la cour d'appel de Poitiers, du tribunal pour enfants de Poitiers, du conseil de prud'hommes de Poitiers, du tribunal de commerce de Poitiers, du tribunal administratif de Poitiers (et de la cour administrative d'appel de Bordeaux), du tribunal des pensions de Poitiers, du tribunal des affaires de la Sécurité sociale de la Vienne ainsi que de la cour d’assises de la Vienne.

### Services publics
Les réformes successives de La Poste ont conduit à la fermeture de nombreux bureaux de poste ou à leur transformation en simple relais. Toutefois, la commune a pu maintenir le sien.
La commune dispose aussi d'un centre des finances publiques.

### Politique environnementale
Dans son palmarès 2024, le Conseil national de villes et villages fleuris de France a attribué trois fleurs à la commune.

## Démographie
L'évolution du nombre d'habitants est connue à travers les recensements de la population effectués dans la commune depuis 1793. Pour les communes de moins de 10 000 habitants, une enquête de recensement portant sur toute la population est réalisée tous les cinq ans, les populations de référence des années intermédiaires étant quant à elles estimées par interpolation ou extrapolation. Pour la commune, le premier recensement exhaustif entrant dans le cadre du nouveau dispositif a été réalisé en 2005.

En 2022, la commune comptait 3 707 habitants, en évolution de +0,49 % par rapport à 2016 (Vienne : +0,6 %, France hors Mayotte : +2,11 %).
| 1793 | 1800 | 1806 | 1821  | 1831  | 1836  | 1841  | 1846  | 1851  |
| ---- | ---- | ---- | ----- | ----- | ----- | ----- | ----- | ----- |
| 745  | 788  | 797  | 1 228 | 1 435 | 1 464 | 1 545 | 1 604 | 1 575 |

| 1856  | 1861  | 1866  | 1872  | 1876  | 1881  | 1886  | 1891  | 1896  |
| ----- | ----- | ----- | ----- | ----- | ----- | ----- | ----- | ----- |
| 1 660 | 1 670 | 1 756 | 1 651 | 1 746 | 1 833 | 1 787 | 1 684 | 1 603 |

| 1901  | 1906  | 1911  | 1921  | 1926  | 1931  | 1936  | 1946  | 1954  |
| ----- | ----- | ----- | ----- | ----- | ----- | ----- | ----- | ----- |
| 1 570 | 1 602 | 1 558 | 1 409 | 1 401 | 1 392 | 1 371 | 1 416 | 1 433 |

| 1962  | 1968  | 1975  | 1982  | 1990  | 1999  | 2005  | 2006  | 2010  |
| ----- | ----- | ----- | ----- | ----- | ----- | ----- | ----- | ----- |
| 1 414 | 1 456 | 1 788 | 2 380 | 2 574 | 2 774 | 3 152 | 3 200 | 3 581 |

| 2015  | 2020  | 2022  | - | - | - | - | - | - |
| ----- | ----- | ----- | - | - | - | - | - | - |
| 3 660 | 3 677 | 3 707 | - | - | - | - | - | - |

En 2008, selon l’INSEE, la densité de population de la commune était de 103 hab./km2, 61 hab./km2 pour le département, 68 hab./km2 pour la région Poitou-Charentes et 115 hab./km2 pour la France.
L'accroissement de la population de la commune illustre le constat démographique suivant : des zones rurales qui perdent de plus en plus d’habitants au profit d’une zone périurbaine autour de Poitiers (c'est le cas pour Vouillé) et de Châtellerault. Cette vaste zone concentre 70 % de la population du département (soit environ 300 000 personnes) et 25 % des moins de 20 ans. En outre, en supposant le maintien des tendances démographiques depuis 1990, entre 2006 et 2020, la population de l’aire urbaine de Poitiers devrait s’accroître de + 16,5 %. La population de la commune devrait donc continuer à croitre.

## Économie

### Agriculture
Selon la Direction régionale de l'Alimentation, de l'Agriculture et de la Forêt de Poitou-Charentes, il n'y a plus que seize exploitations agricoles en 2010 contre 26 en 2000.
Les surfaces agricoles utilisées ont diminué et sont passées de 2 348 hectares en 2000 à 2 104 hectares en 2010 dont 472 sont irrigables.
53 % des surfaces agricoles sont destinées à la culture des céréales (blé tendre essentiellement mais aussi orges et maïs) et 34 % pour les oléagineux (essentiellement du colza et un peu de tournesol). En 2000, 5 hectares (0 en 2010) étaient consacrés à la vigne.
Les élevages de volailles ont disparu au cours de cette décennie (588 têtes réparties sur neuf fermes en 2000).

### Industries
Ville très riche ; économie industrielle et florissante.[non neutre]
Sa situation géographique en fait l'une des villes les plus riches de son canton.[réf. nécessaire] Une zone d'activité économique a vu le jour et de nombreuses entreprises s'y sont installés grossissant ainsi la richesse de la ville.

## Culture locale et patrimoine

### Lieux et monuments
- Église Sainte-Radegonde de Vouillé.

#### Patrimoine civil
- Le monument aux morts a été édifié en 1899 et - c'est son originalité - pour les soldats du canton de Vouillé morts pour la France en 1870-1871. La liste a été complétée, par la suite, par ceux morts pendant la Première Guerre mondiale. Le monument est composé de la statue grandeur nature d'un jeune fantassin de pierre, à l'air intrépide, voire arrogant, debout, appuyé sur son fusil. Il a été sculpté par Desoullières. Autour de ce monument, une grille, des tubes de quatre canons, une chaîne qui repose sur de petits piliers de pierre surmontés d'une grenade sont des éléments caractéristiques d'un parti pris classique dans l'aménagement des monuments aux morts des années 1920-1930.
- Les remparts : il ne reste des remparts bâtis au XVe siècle pour protéger la ville des Anglais, qu'une porte qui abrite aujourd'hui la mairie.
- Le Pigeonnier du XVIIe siècle situé dans les « Basses rues » - Il faisait partie de l'ancienne ferme fortifiée de la Tour du Poële. Superbe pigeonnier de 1 650 boulins restauré par la mairie dans les années 1990-2000.
- Un dolmen, appelé « la Pierre de Massigny », se situe près de Vouillé, en sortant par la D 7, en direction de Villiers. Ce dolmen, situé sur la commune de Villiers, est en calcaire. Le dolmen était utilisé comme sépulture collective. À l'origine, il était recouvert de pierres et de terre pour former une butte artificielle appelée tumulus. Une entrée permettait d'y accéder pour y placer les morts. Érodée par le temps et la pluie, la butte s'est dégradée et seules les plus grosses pierres sont restées. Les tumulus de Bougon dans le département voisin des Deux-Sèvres permettent de se donner une idée de ce que devaient être ces sites à la préhistoire.
- Le menhir de Cillais est situé au nord-est du hameau de Cillais. Il est haut de 1,60 m pour une largeur au sol de 1,60 m et une épaisseur de 30 cm. Il est en calcaire silicieux. Il date du néolithique. Lors des fouilles, deux grattoirs en silex, des poteries fragmentaires protohistoriques et des débris de poteries romaines ont été découverts. Il est aussi dénommé « Grosse Pierre de Cillais » ou « Menhir de Gadiot ».
- Le château de Grandmaison est inscrit comme Monument historique depuis 1928.
- Le lavoir de « La Pisseloup » se situe à Traversonne et est le dernier lavoir présent sur la commune de Vouillé, ce site a été restauré et mis en valeur à l'initiative de l'association « Vouillé et son histoire » et en collaboration avec la municipalité de Vouillé et ses services techniques, des écoles et des artisans.

#### Patrimoine naturel
La commune possède sur son territoire deux zones naturelles d'intérêt écologique, faunistique et floristique (ZNIEFF) qui couvrent 31 % de la surface communale :
- la forêt de Vouillé - Saint-Hilaire ;
- les plaines du Mirebalais et du Neuvillois.

##### La forêt de Vouillé
Elle est située à une dizaine de kilomètres à l'ouest de Poitiers. C'est un important massif domanial de 1 500 hectares. Elle couvre un plateau à topographie très plane et d'altitude modeste : entre 130 et 140 mètres en moyenne.
Le peuplement forestier est homogène. Il s'agit essentiellement de chênes et de hêtres. Quelques zones ouvertes sont occupées par des landes à bruyères.
La forêt présente un intérêt biologique considérable illustré par la présence de 18 espèces de végétaux rares et/ou menacés. On peut découvrir :
- la Vesce de Poméranie dans les lisières internes de la forêt ;
- le Framboisier sauvage ;
- L'œillet superbe qui est une espèce protégée en France et dont la forêt de Vouillé constitue l'une des deux zones où on peut le découvrir en Région Poitou-Charentes ;
- les cicendies (la cicendie filiforme ou la cicendie fluette), plantes naines sur les chemins sablonneux temporairement humides qui traversent les landes ;
- la centenille naine ;
- le Remoncule tripartite ou la Hottonie des marais, dans certaines mares ;
- la Bartsie visqueuse ;
- l'Illécèbre verticillé ;
- la Laîche des montagnes ou la laiche dégitée ;
- le laser à feuilles larges ;
- la pivoine coralline ;
- la scille du printemps.

La forêt semi-ouverte et la lande offrent un abri aux rapaces et aux passereaux dont 8 font l'objet d'une protection sur tout le territoire national. Il est ainsi possible de voir :
- le circaète Jean-le-Blanc, un aigle méridional spécialisé dans la capture des reptiles. Il est en forêt de Vouillé au nord-ouest de son aire de répartition en France ;
- la fauvette pitchou est un petit passereau originaire des maquis méditerranéens qui niche dans les secteurs de landes hautes à brande et ajoncs de la forêt ;
- la Bondrée apivore ;
- le Busard cendré ;
- le Busard Saint-Martin ;
- l'Engoulevent d'Europe ;
- la Locustelle tachetée ;
- le Torcol fourmilier.

##### Arbres remarquables
Selon l'Inventaire des arbres remarquables de Poitou-Charentes, il y a deux arbres remarquables sur la commune: un chêne pédonculé et un thuya géant.

### Personnalités liées à la commune
- Yves Chataigneau (1891-1969), diplomate et homme politique, membre de l'Académie des Sciences Morales et Politiques, est né à Vouillé[45]. Jacques Chataigneau né le 11 mai 1920, mort en action le 24 juin 1944 à Montsauche, aujourd’hui Montsauche-les-Settons (Nièvre), fils de Yves Chataigneau et de Madeleine Hermance Louise Boisnier (1895-1983)  ; médecin ; résistant des Forces françaises combattantes (FFC) est enterré au cimetière du Bois du colombier de Vouillé auprès de ses parents.

### Héraldique
| Blason | Blasonnement : D'azur à trois fleurs de lys d'or, celle de la pointe accostée des lettres S et R capitales du même. |